# Proletären
Proletären är en svensk kommunistisk endagstidning som utkommer veckovis och är organ för Kommunistiska partiet. Den innehåller främst nyhetsartiklar, kommentarer och analyser, men har även kultursidor, en satirspalt och korsord.
Tidningens fullständiga titel var Marxist-Leninist Proletären Organ för Kommunistiska Partiet Marxist-Leninisterna (r) 1979-1980 sedan 2005 Marxist-Leninist Proletären Organ för Kommunistiska Partiet.
2021 startade tidningen en podd som heter Prollenpodden som bland annat fördjupar sig i ekonomisk teori eller intervjuar strejkande arbetare.

## Historia

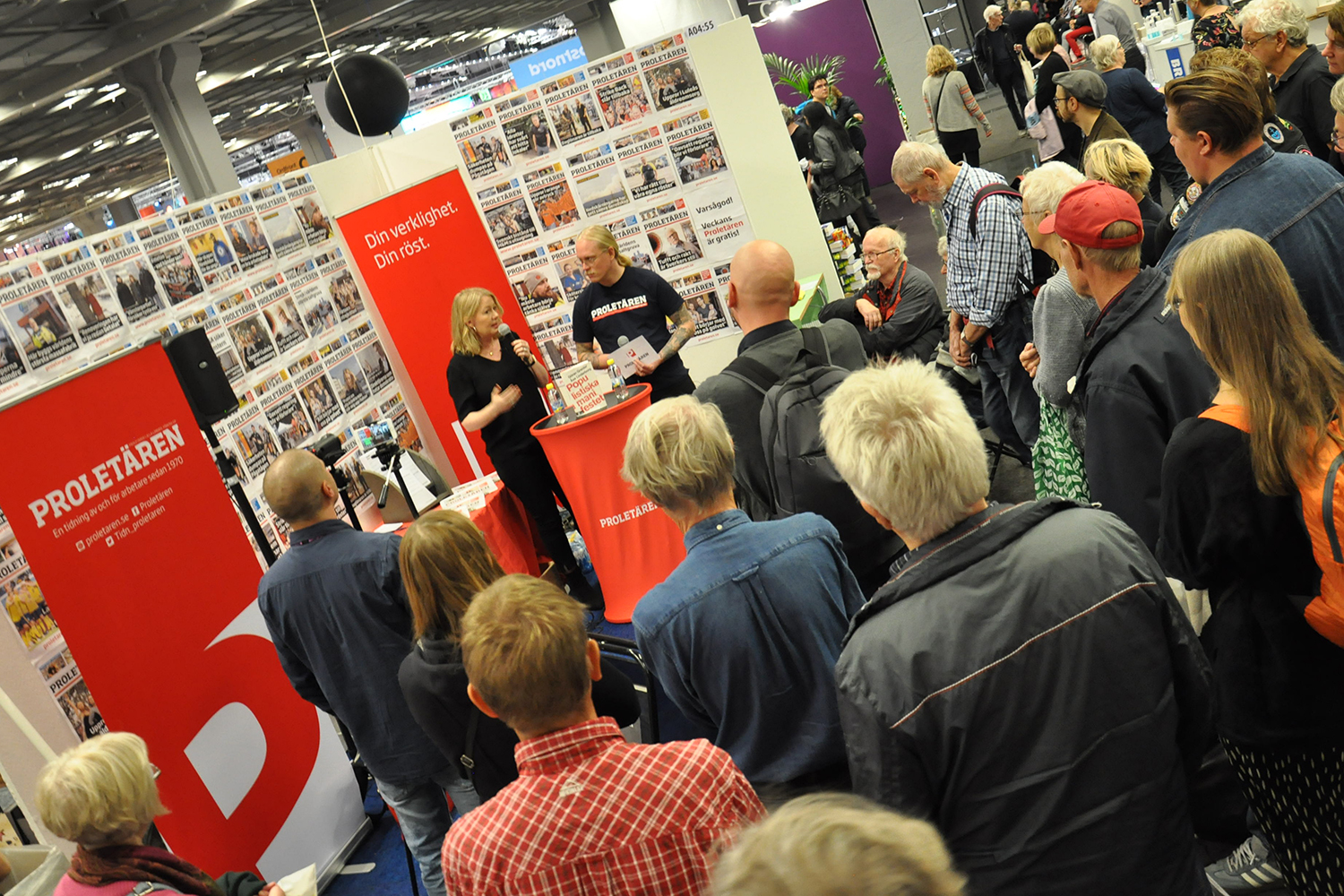
Proletärens monter på Bokmässan 2018.

Proletären grundades 1970, från början som en månadstidning, men efter ett drygt år övergick den till att ges ut varje vecka. Den utges från Göteborg och säljs på många orter i Sverige. Tidningen är Sveriges största kommunistiska tidning, med en prenumerationsupplaga på 3 100 exemplar i veckan (2018). Utöver prenumerationsupplagan säljs cirka 400 tidningar i veckan i lösnummerförsäljning på gator och torg. Under en kort period gavs den även ut på finska, då under namnet Proletaari.
Under sensommaren 2018 arrangerade Proletären en landsomfattande turné under namnet "Höj rösten", där bland annat Nynningen, Sven Wollter och Matilda Magnusson medverkade. Turnén uppmanade arbetare och vanligt folk att höja sina röster i sin vardag. I september 2018 medverkade Proletären för första gången på Bokmässan i Göteborg.

## Uppgifter i Kungliga Biblioteket Nya Lundstedt
Redaktionsort för tidningen har hela tiden varit i Göteborg. Tidningen började räknas som dagstidning av KB 1979 och till 2006. Sedan 2007 räknas den som tidskrift av KB. Utgivningsfrekvensen var två dagar i veckan 1979–1986 på onsdagar och fredagar. 1987 till 2006 kom tidningen en gång i veckan på torsdagar.
| Period                 | Ansvarig utgivare | Titel        |
| 1979-01-05--1999-01-21 | Gross, Roger      | chefredaktör |
| 1999-01-28--2002-04-25 | Frank, Teddy-John | chefredaktör |
| 2002-05-03--2006-12-21 | Rothelius, Lars   | redaktör     |

Tryckningen har skett i Göteborg hos HS-offset aktiebolag Göteborg. Till 1992 i en färg + svart, från 1993 i fyrfärg. Förlaget har hetat KPML(r)  i Göteborg sedan 2005 Proletärkultur i Göteborg. Inledningsvis hade tidningen större format men från 1992 är formatet tabloid. År 1980 bestod den av 8–16 sidor, och 1985 hade det ökat till 32 sidor (sedan dess 24–28 sidor). Upplagan var störst 1984 med 7 600 exemplar och har sedan minskat till de senaste åren som dagstidning cirka 3 000 exemplar.

## Åtal mot tidningen
Proletären har flera gånger blivit åtalad vid svensk domstol; exempelvis pekades en polis ut som sexförbrytare. Tidningen friades dock.
I samband med Palmemordet, som Proletären har bevakat kontinuerligt sedan 1986, åtalades och fälldes tidningens utgivare för att ha pekat ut ett antal poliser som möjliga gärningsmän.

## Stig Engström
År 1990 gjorde Proletären en av de sista intervjuerna med den utpekade palmemördaren Stig Engström och lyfte teorin att han kan ha varit inblandad i mordet, dock utan att ha skjutit.

## Bildgalleri

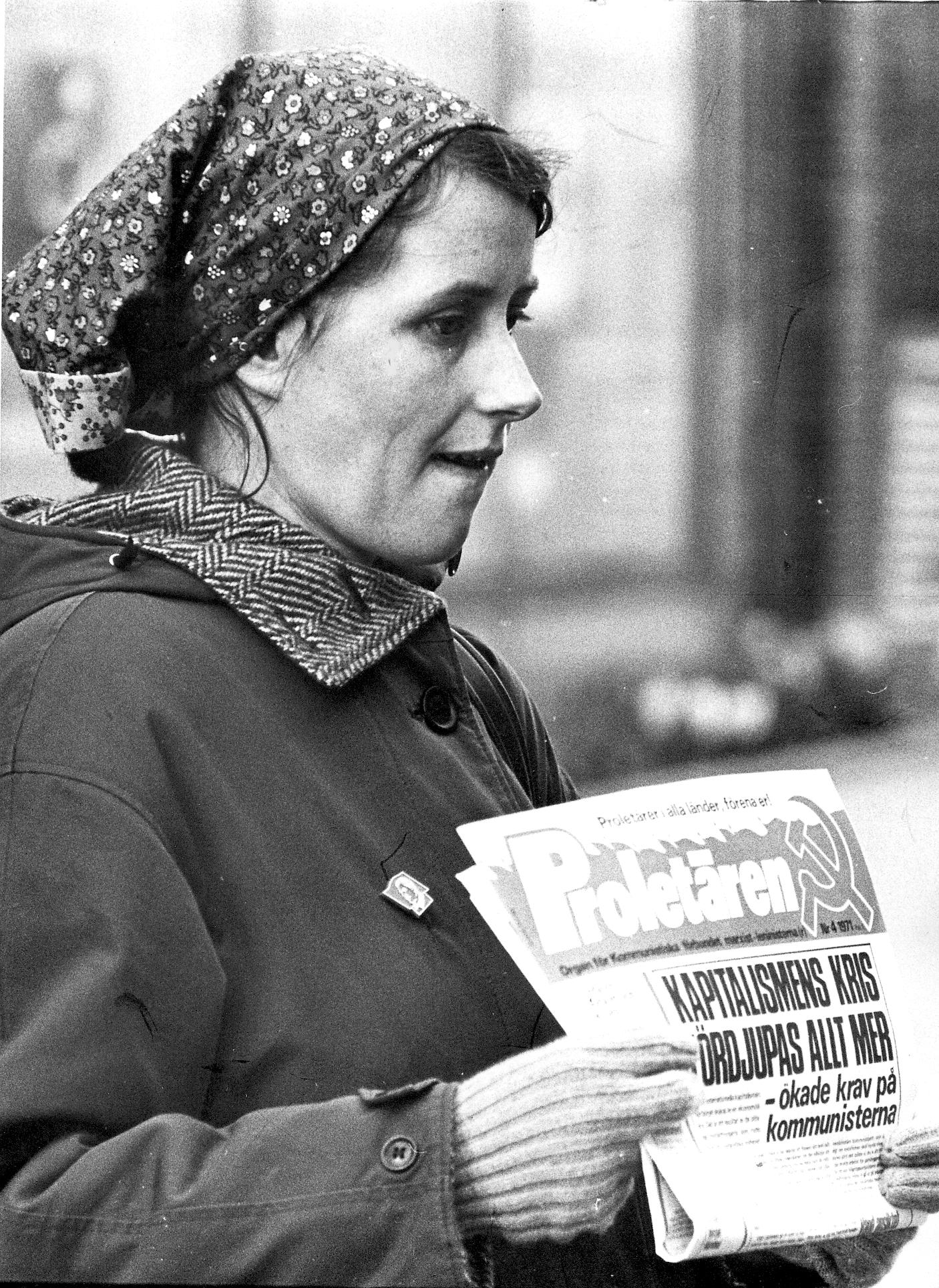
Proletären-försäljare i april 1971.
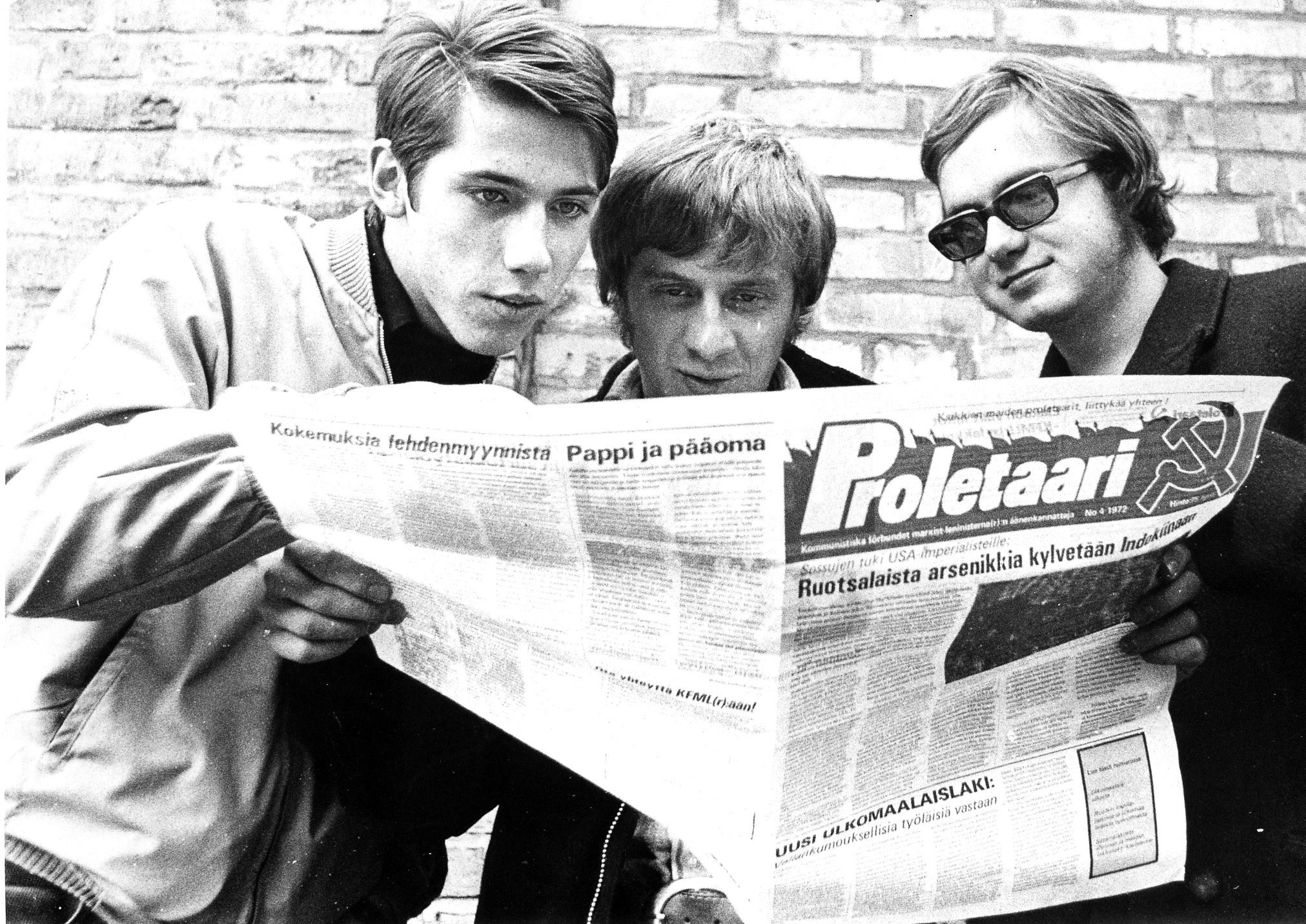
Finska arbetare läser finskspråkiga Proletären (Proletaari) 1972. Rubrikerna är bland annat "Den nya utlänningslagen", "Prästen och kapitalet".
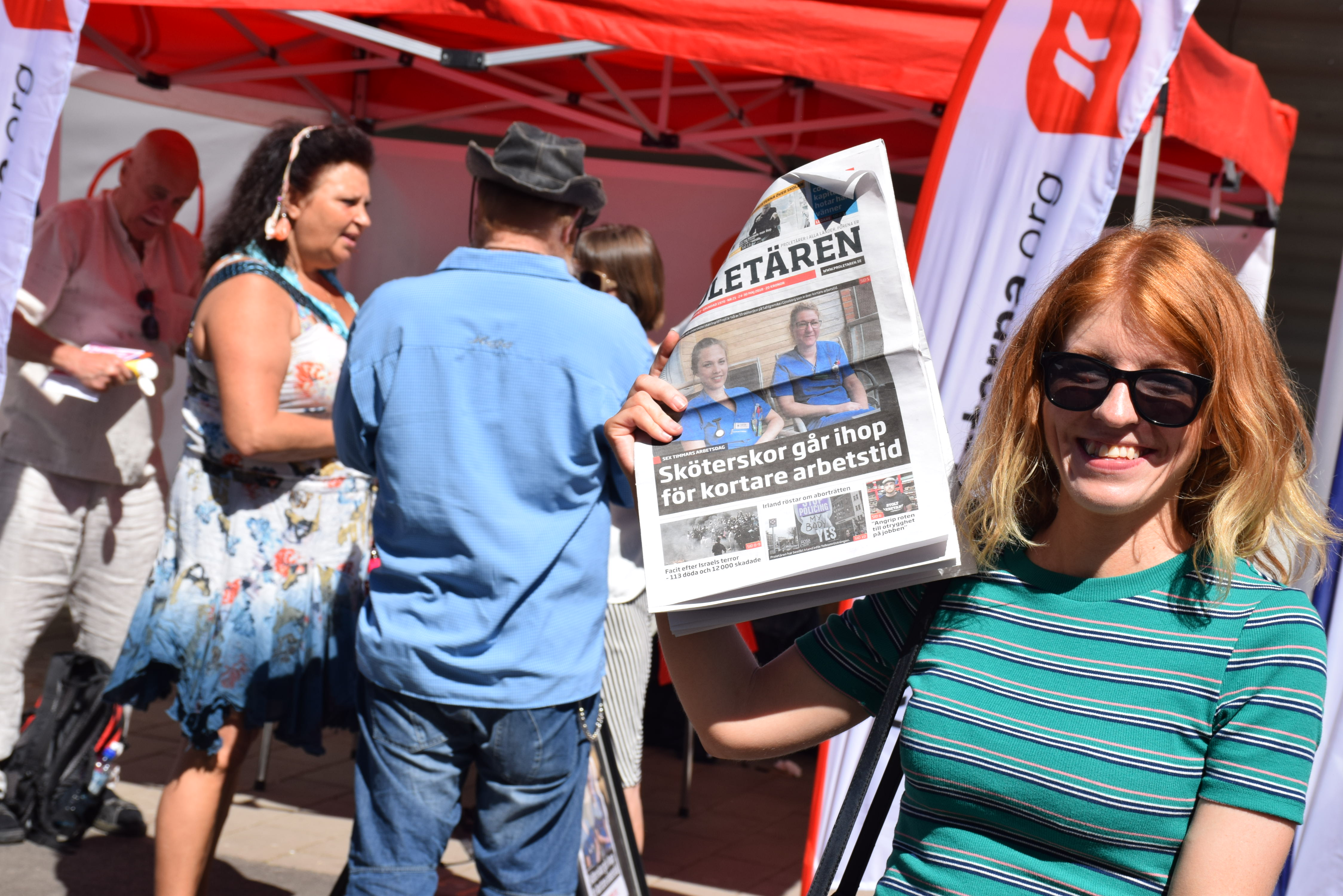
Proletärenförsäljning vid Kommunisternas tält på Hammarkullekarnevalen, våren 2018.